# Saracenen (opera)

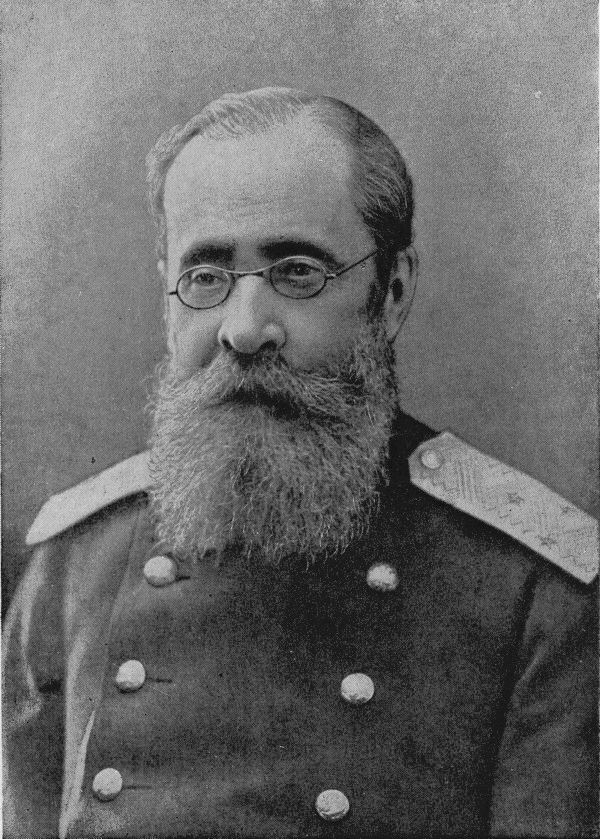
César Cui

Saracenen (Сарацин på kyrillska, Saracin i translitteration) är en opera i fyra akter med musik av César Cui komponerad 1896-1898.  Librettot skrevs av Vladimir Stasov i samarbete med Cui och byggde på en bok av Alexandre Dumas den äldre med titeln Charles VII chez ses grands vassaux. Operan hade premiär den 2 november 1899 i Sankt Petersburg på Mariinskijteatern med Eduard Nápravník som dirigent. Den sattes upp på nytt 1902 av Moskvas Privatopera på Solodovnikovteatern, men fick aldrig en plats på standardrepertoaren.
Saracenen kan ses i viss mån ses som en efterföljare till Pjotr Tjajkovskijs opera Orleanska jungfrun då handlingens senare händelser involverar samma franske monark.

## Personer
- Karl VII, kung av Frankrike: tenor
- Greve Savoisy: bas
- Yaqoub, en saracen: baryton
- Bérengère, grevinnan Savoisy: sopran
- Agnès Sorel: sopran
- Dunois: baryton
- Isabelle: (stum roll)
- Raymond: bas
- André: tenor
- Archer: baryton
- Kaplanen: bas
- Kassören: baryton
- Page: sopran
- 1:e vakt: tenor
- 2:e vakt: tenor
- Bågskyttar, jägare, trumpetare, hovmän: kör

## Handling
Akt I. 

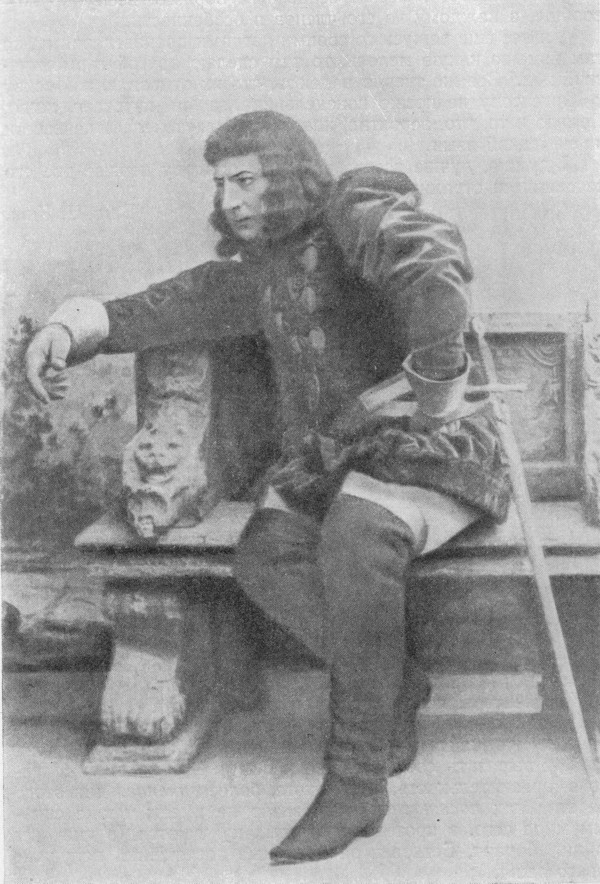
Jershov i rollen som Karl VII från premiäruppsättningen 1899

En kör av bågskyttar roar sig medan greven är borta. När André visar hjorten han har skjutit berättar Jaqoub en historia om hur han som ung pojke i Egypten dödade ett lejon som lurade på faderns hjord. 
Raymond kommer in och överlämnar ett brev från påven Benedict XIII. Alla gör korstecknet utom Jaqoub. Ropen på hans död gör att Bérangère visar ut alla utom Jaqoub. Hon frågar honom vad som står på och han berättar om hur hans liv tedde sig innan han togs till fånga av Raymond. När hon påstår att hennes lidande är större än hans betraktar han henen som en tröstande ängel och lovar att döda vem som än gör henne olycklig.
Kaplanen och folket ber att Savoisy ska få en arvinge. Han läser den bibliska historien om Sara, Abraham och Hagar. Under bönen ber Raymond Jaqoub att knäböja, men saracenens vägran blir till en strid i vilken Jaqoub dödar Raymond med en kniv. Greve Savoisy uppenbarar sig och sammankallar en domstol. 
Akt II.  
Kaplanen säger till Bérangère att hennes äktenskap med greven är upplöst på order av påven och att hon ska gå i kloster. Hon går ut. Greven är nöjd med resultatet. 
När hovet kommer in till domstolen tillkännager en page att kungen är i antågande. Detta ger greven chansen att döma i kungens närvaro. Efter att kungen och Agnès kommer in försvarar sig Jaqoub att han har berövats sin frihet. Greven föreslår en dödsdom men kungen lägger sig i och benådar Jaqoub.
Kungen ber att få bli ensam med greven varpå han ifrågasätter dennes lojalitet. Kungen har anlänt för att jaga. Medan Agnès för kungen till bädd vaktar greven utanför.
Akt III. 
Nästa morgon hoppas greven att det ska komma bud om seger för de franska trupperna vilket skulle få kungen att fara iväg. Kungen och Agnès möter den nya dagen. Han skulle hellre vila i hennes armar än regera. Buller hörs utanför.
Greven kommer in och insisterar på att kungen ska fara till sina soldater, men kungen beslutar sig för att jaga. Greven hindrar Agnès och övertygar henne om att hon har förmått kungen att försumma sina kungliga plikter.
Jakten förbereds. Kungen gör entré och får veta att hans general har tillfångatagits. Agnès kommer in. Hon säger att kungen inte beter sig förnuftigt och att hon ska bege sig till krigets vinnare (Bedford). Kungen återfår förståndet och kallar samman alla att dra i krig.
Akt IV. Bérangère lider. Savoisy blir överraskad att finna henne ensam. Hon ber om förlåtelse men han säger att det är för sent. Hon förbannar honom. Jaqoub önskar bli vän med greven igen. Greven säger till kaplanen att ta hans ex-fru till klostret och omedelbart återvända för att övervaka hans bröllop med Isabelle.
Efter att en kvinna klädd som Bérangère far iväg med kaplanen kommer den riktige Bérangère överraskar Jaqoub som informerar henne om hennes kommande bröllop. Hon vägrar att tro att det kommer äga rum, men då anländer Isabelle och hälsas av greven. Bérangère påminner Jaqoub om hans löfte att döda hennes plågoande. Först vägrar han döda greven men när hon berättar att grevens kärlek till henne inte är för evigt går Jaqoub med på att döda honom.
En kör sjunger "Gloria Patri." Greven och Isabelle är gifta och går mot sina rum. Jaqoub följer efter dem. Greven sticks ned utanför scenen och skriker, varpå Bérangère tar gift. När Jaqoub rusar ut från brudkammaren följs han av den sårade greven. Bérangère anklagar honom för mordet. Greven dör och Jaqoub ber till Bérangère att fly med honom, men hon dör också. Jaqoub lämnas ensam att tänka över vad han åstadkommit.

## Musiknummer
Cui försökte att skriva varje akt som en helhet (kanske med tanke på Richard Wagners musikdramet). Flera nummer kan dock spelas separata.  
- Orkesterförspel
- Grevens vaggsång. "Spi, spokojno spi" (slutet av akt II)
- "Gloria Patri" och bröllopsmusik (Akt IV)
  - Audio sketch of this selection via MIDI-to-Ogg